# Philippe Rekacewicz
Pour les articles homonymes, voir Reka.
Philippe Rekacewicz, parfois surnommé « Reka », est un cartographe, géographe et information designer français, né le 1er novembre 1960 à Saint-Maurice.

## Biographie

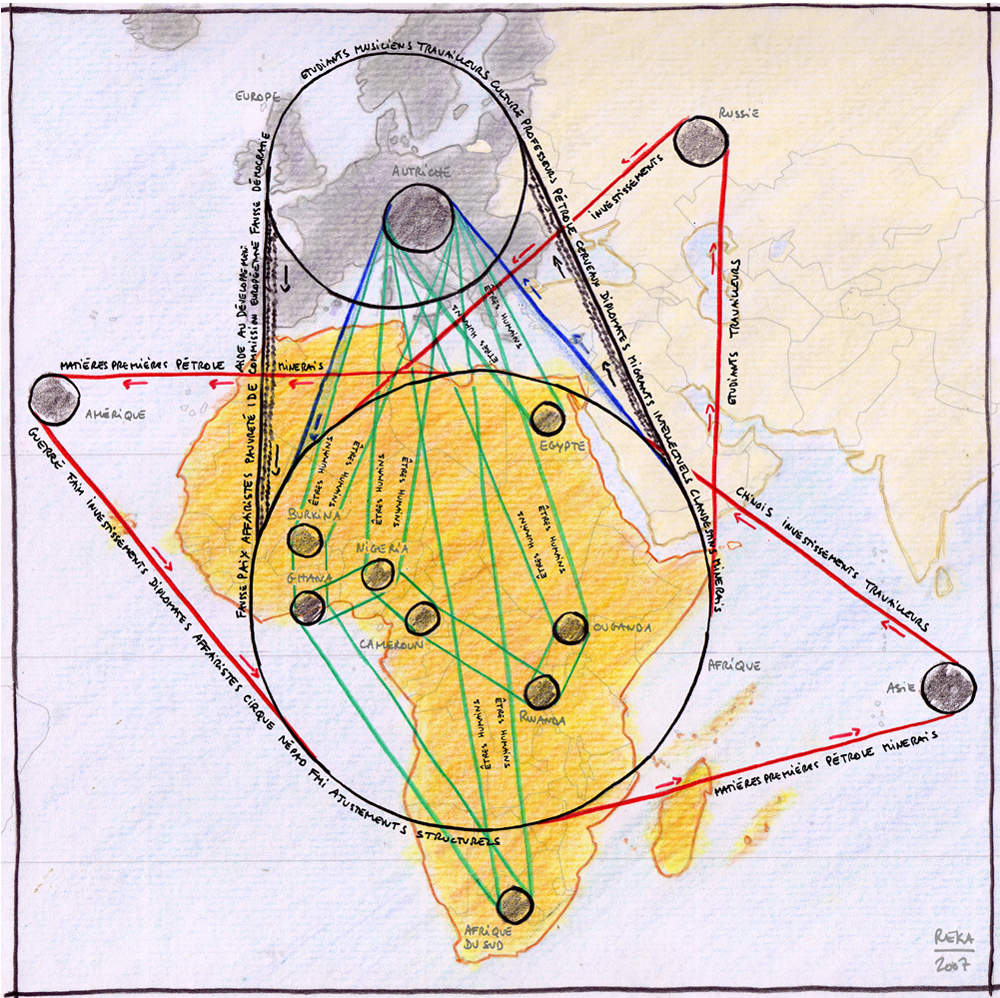
« La grande roue africaine » - Esquisse présentée au musée d'art moderne à Vienne (Autriche) en novembre 2007 lors de l'exposition Waypoint to Sharon Stone (Rendez-vous à Sharon Stone).

Diplômé de géographie à la Sorbonne  en 1988, il devient rapidement un collaborateur permanent du mensuel Le Monde diplomatique qu’il quitte en 2014. À partir de 1996, il dirige le département cartographique d’une unité délocalisée en Norvège du PNUE, le GRID-Arendal, dont un des objectifs est d’évaluer et cartographier les problèmes environnementaux en lien avec les questions de sécurité humaine. Durant une de ses missions dans le Caucase, il participe à la réalisation d'un documentaire, Voyage au centre de la carte, réalisé par Véronique Gauvin, qui a été diffusé sur France 5 en 2009.
Intéressé par les rapports entre cartographie, art, science et politique, il collabore depuis 2006 à divers projets artistiques à travers l'Europe. Il mène aussi divers projets liés au mouvement de la « cartographie radicale ». Outre sa participation régulière au Festival international de géographie de Saint-Dié-des-Vosges, il fonde le site visionscarto.net avec Philippe Rivière qu'il co-anime avec un groupe de chercheuses, chercheurs et artistes. Il est le co-auteur du livre Cartographie radicale : explorations paru aux Éditions La Découverte à Paris en octobre 2021.

## Publications

### Ouvrages
- Petit Atlas Mondial, Wolters Noordhof, Groeningen (Pays-Bas) et Hatier (Paris), 1993  (ISBN 978-2218060625)
- Atlas de poche, LGF-Livre de Poche, 1996, mis à jour en 2006 et en 2014  (ISBN 978-2253085249)
- Vital climate graphics, UNEP/GRID-Arendal, Norvège, 2000, mis à jour en 2005
- Vital watergraphics: an overview of the state of the world’s fresh and marine water, UNEP/GRID-Arendal, Norvège, 2002  (ISBN 92-807-2236-0), mis à jour en 2008.
- Atlas mondial de l'eau : Une pénurie annoncée (avec Salif Diop), Autrement, 2003  (ISBN 978-2746703346)
- Atlas du Monde diplomatique, avec Alain Gresh, Dominique Vidal, Jean Radvanyi  et Gilbert Achcar, Paris, 2003.
- Vital graphics on waste management, UNEP/GRID-Arendal, Norvège, 2004.
- Atlas du Monde diplomatique, Nouvelle edition entièrement refondue, Paris, 2006 (avec Alain Gresh, Dominique Vidal, Jean Radvanyi et Catherine Samary).
- Vital Caspian Graphics - Challenges Beyond Caviar, UNEP/GRID-Arendal, Norvège, 2006  (ISBN 82-77010397)
- Vital forest graphics, UNEP/GRID-Arendal (Norvège) et FAO (Rome), 2008  (ISBN 978-9280729030)
- Le Monde diplomatique : L'Atlas de l'environnement (avec Dominique Vidal), Armand Colin, 2008  (ISBN 978-2200353926)
- Atlas du Monde diplomatique, « Un monde à l’envers », avec Alain Gresh, Dominique Vidal, Jean Radvanyi et Catherine Samary, Armand Colin, Paris,  Janvier 2009  (ISBN 978-2200242817).
- Atlas du Monde diplomatique, « Mondes émergents », avec Alain Gresh, Olivier Zajec et Catherine Samary, Vuibert, Paris, Mars 2012  (ISBN 978-2311012293).
- Maritime Piracy: a geospatial analyses, 1995-2013, Unitar/Unosat, avec Philippe Rivière et Philippe Leymarie, Genève, 2014.
- Cartographie radicale. Explorations, avec Nepthys Zwer, La Découverte, Paris, 2021.  (ISBN 978-2373680539)
- avec Dominique Vidal, Palestine-Israël. Une histoire visuelle, Seuil, 2024.

### Sélection d'articles
- « Israël-Palestine, manipulations cartographiques », catalogue de l'exposition « From/to Palestine », Witte de With, center for contemporary art, Rotterdam, 1999 et documenta exhibition project, Kassel, 2002.
- « Regards politiques sur les territoires » dans Le Monde diplomatique, mai 2000 [lire en ligne (page consultée le 28 août 2009)].
- « Cartographier la pensée (Mapping concepts) », Public culture, Duke University Press, Chicago, 2000.
- « Les chantiers e l”environnement à l’est », le Monde diplomatique, Juillet 2000, Paris.
- « Les réfugiés, un fardeau pour le Sud” » Le Monde diplomatique, Avril 2001, Paris.
- « Le Cartographe et ses mondes » (The cartographer and his worlds), Catalogue de l'exposition « Art and cartography », Kunstverien, Hanovre, 2003.
- « Energie : des choix qui engagent pour cent ans », Le Monde diplomatique, Janvier 2005.
- « Tsunamis, cyclones, inondations : des catastrophes si peu naturelles - Ceux que la mer menace, Le Monde diplomatique, Février 2005.
- « Des projets pharaoniques autant que destructeurs », Le Monde diplomatique avec Frédéric Lasserre, Professeur à l’Université de Québec, Mars 2005.
- « La cartographie, entre science, art et manipulation : A propos de L’Atlas 2006 du Monde diplomatique », Le Monde diplomatique,‎ février 2006 (lire en ligne)
- « Accueil au Sud, Barrières au Nord », Le Monde diplomatique, Mars 2007.
- « L’œil, la Terre et le cartographe : A propos de L’Atlas 2009 du Monde diplomatique », Le Monde diplomatique,‎ mars 2009 (lire en ligne)
- « La crise vue de Lettonie : Aucun vent de panique, mais...», Le Monde diplomatique, Septembre 2009.
- « Un Vieux Continent à géographie variable : Présentation de l’atlas géopolitique 2012 du Monde diplomatique », Le Monde diplomatique,‎ mars 2012 (lire en ligne)
- « Espaces publics, Espaces privés, le cas des aéroports » Le Monde diplomatique, Février 2013.
- « Mourir aux portes de l’Europe », visionscarto.net, avril 2014.
- « Une Ukraine multinationale », visionscarto.net, mai 2014.
- « La Méditerranée, plus loin que l’horizon », visionscarto.net, mai 2014.
- « L’Europe, un continent à géographie variable », visionscarto.net, août 2014.
- « Quel futur pour le trafic maritime ? », visionscarto.net, octobre 2014.

## Documentaire
- Voyage au centre de la carte (2008), film documentaire réalisé par Véronique Gauvin, coécrit par Philippe Rekacewicz, production Son et Lumière, coproduction France 5[1]